# Електровоз
Електрово́з, або електротя́г, (англ. electric locomotive; нім. Elektrolokomotive, E-Lok) — неавтономний локомотив, що приводиться в рух тяговими електродвигунами, які живляться електричним струмом від контактної мережі.

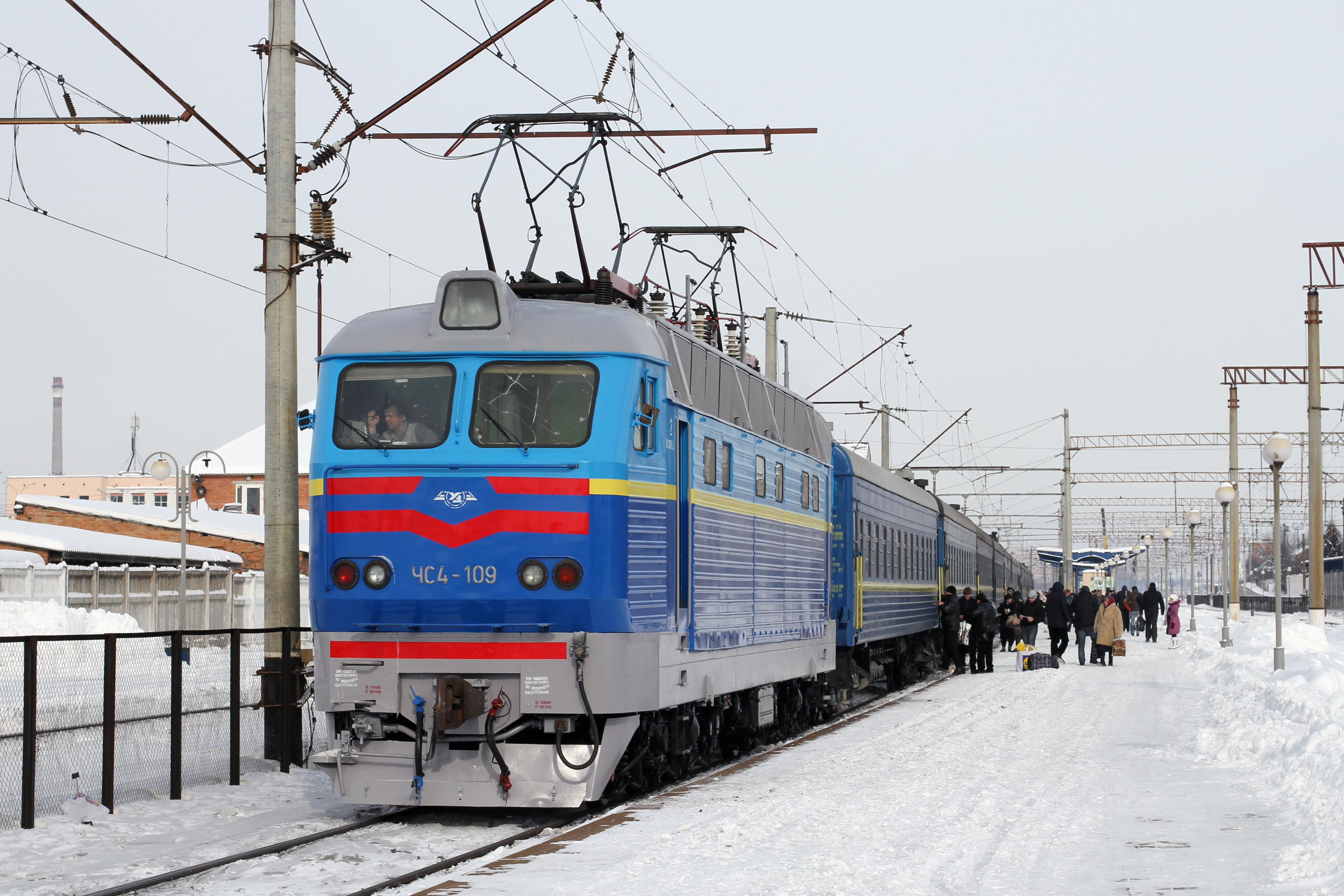
ЧС4 — магістральний пасажирський електровоз виробництва "Шкода", модернізований на ЗЕРЗ
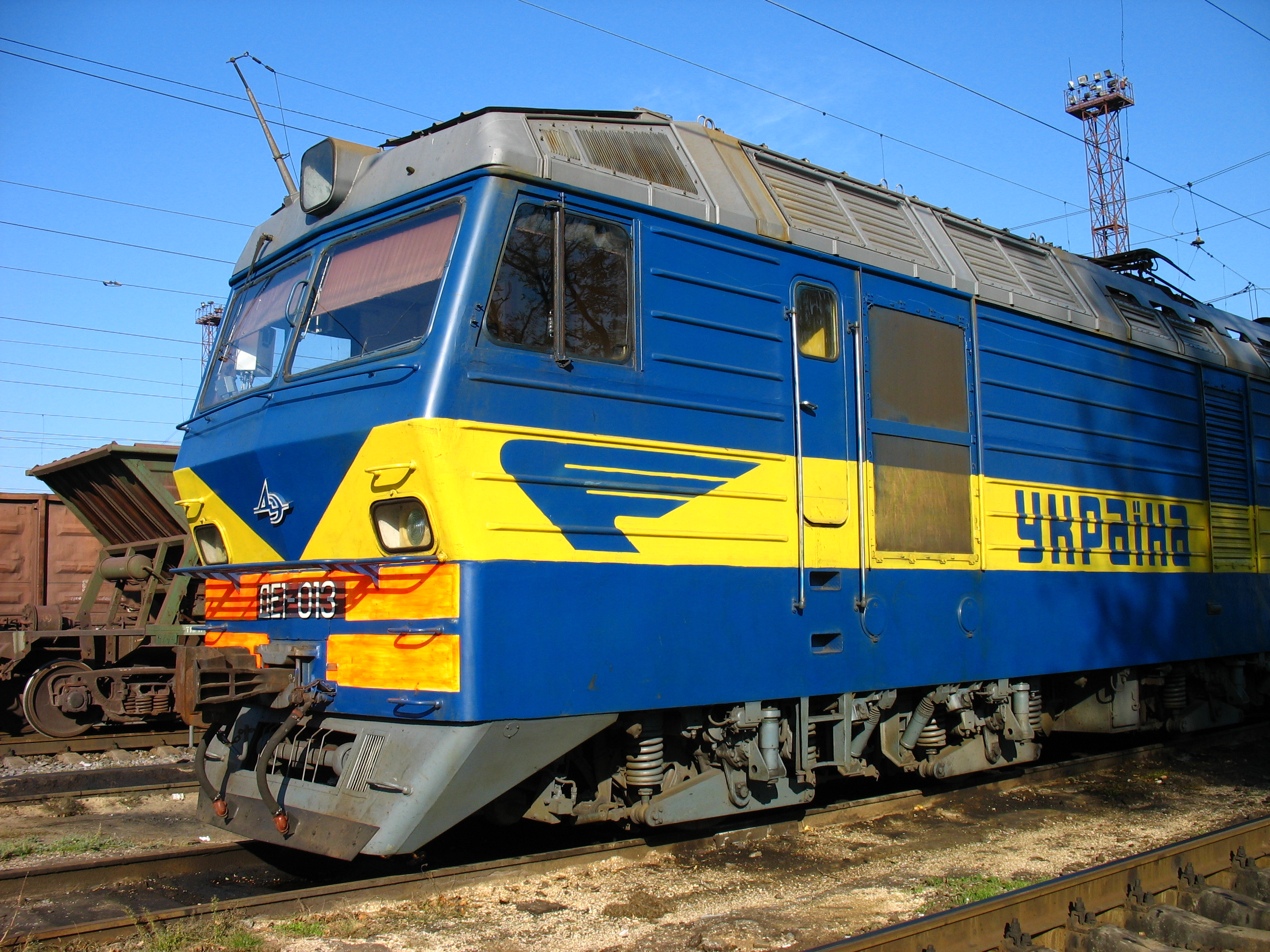
ДЕ1 — магістральний електровоз українського виробництва ДЕВЗ
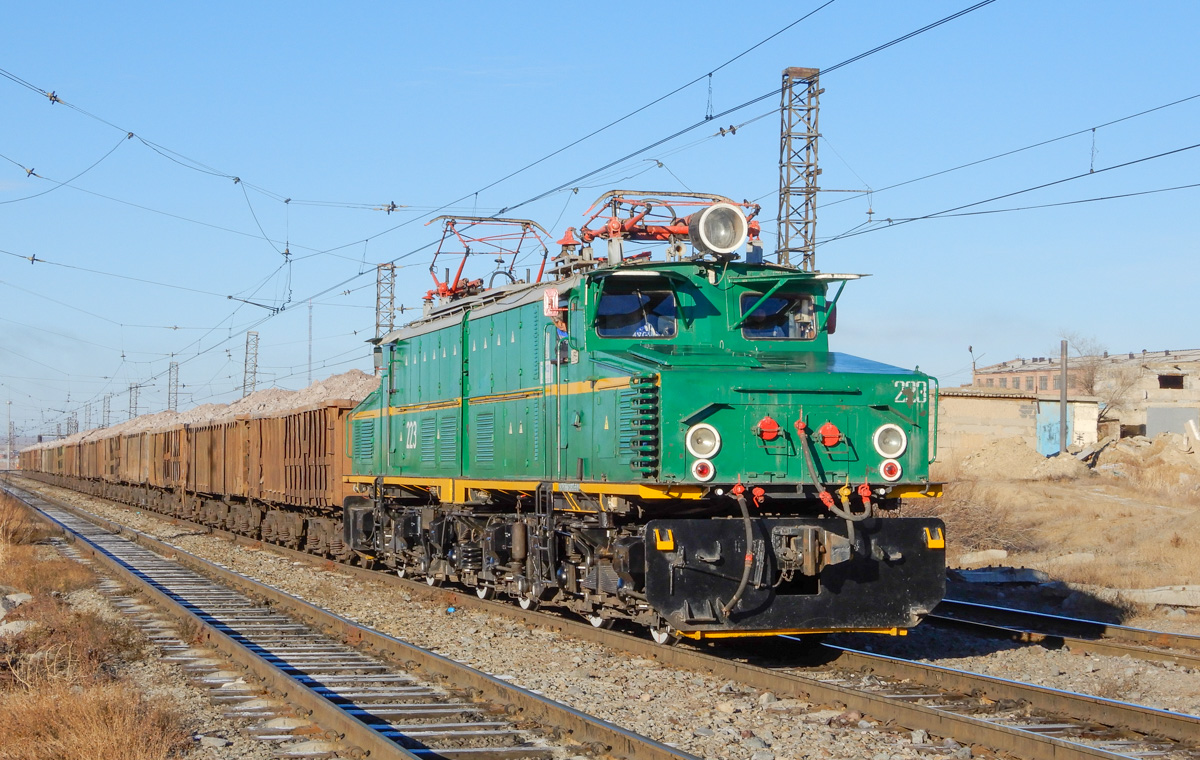
EL21 — промисловий електровоз

## Історія
У 1921 році на шахті № 1 у Донецьку почав діяти перший на Донбасі електропоїзд.

## Загальна інформація
Електровоз з контактною мережею з'єднується струмознімачем, а з рейками (зворотним проводом електричного кола) — колісними парами. Рух від електродвигунів до коліс передається механічною передачею. Розрізняють: кар'єрні електровози й тягові агрегати, маневрові електровози для внутрішньозаводського транспорту і маневрово-вивізної роботи на підземних коліях великих промислових підприємств, спеціальні та рудникові.
Кар'єрні електротяги використовують змінний і постійний струм. На відкритих роботах електротяги використовується для перевезення технологічних і допоміжних вантажів.

## Основні елементи електровоза
Електровоз має раму, кузов, привод, ходову частину, ресори, гальмову і пісочну системи, зчіпні і буферні пристрої.
Рама в акумуляторному локомотиві — жорстка зварна конструкція, а в контактному — розбірна, її виготовляють із поздовжніх і поперечних сталевих листів. У передній її частині розташовують кабіну, де розміщують сидіння машиніста, контролер, пульт керування гальмовою і пісочною системами, сигнальний дзвінок тощо, у середній — привод, пристосування для зміни батарейного ящика і гальмові пристрої, в задній — пускові опори.
Привод, зазвичай, складається з двох тягових двигунів (постійного струму послідовного збудження) і одно- або двоступеневого редуктора із зубчатою передачею, який передає обертовий момент колісній парі. На окремих типах локомотивів застосовуються гідропередачі, що дозволяють безступінчато регулювати швидкість руху. Крім того, завдяки цьому можна спростити електроустаткування і зменшити втрати енергії. Привод — індивідуальний, тобто кожна колісна пара приводиться в рух окремим електродвигуном.
Ходова частина має колісні пари (ходова вісь із зубчатим колесом, колісні центри, бандажі) і букси — з'єднувальні ланки між приводом і рамою, зв'язаною, своєю чергою, з буксами листовими або циліндричними пружинами.
Залежно від з'єднання рами з ресорами, розрізняють індивідуальне і балансирне підвішування. У першому випадку ресори спираються на раму обома кінцями й кожна з них працює самостійно, а в другому перерозподіл навантаження на колісні пари забезпечується поперечними або поздовжніми балансирами.
Ресорна підвіска рами дозволяє пом'якшити (поглинути) удари й поштовхи при проходженні локомотива стиками рейок, стрілковими переводами й нерівностями колій. Вона більш рівномірно передає зчіпну масу електровоза на колеса, а також створює сприятливіші умови для роботи обслуги.
Гальма на локомотивах можуть бути встановлені трьох різновидів: колодкові (з ручним, пневматичним або гідравлічним приводами), електродинамічні (гальмування тяговими двигунами), рейкові електромагнітні.
На локомотивах, які працюють в підземних умовах, найчастіше зустрічаються колодкові гальма, що складаються із ряду горизонтальних і вертикальних тяг, колодок і привода.
Пісочна система призначена для подання під колеса електровоза піску, який поліпшує їхнє зчеплення з рейками, що особливо важливо під час пуску і гальмування важких складів у виробках із забрудненими рейками. Ця система складається із задніх і передніх пісочниць, тяг і важелів, які приводяться в дію держаком, розташованою в кабіні машиніста.
Зчіпні і буферні пристрої забезпечують з'єднання локомотива з вагонетками, пом'якшують удари й захищають його устаткування від пошкоджень. За конструкцією буфери ділять на еластичні (підпружинені та з гумовим прошарком), а також жорсткі (литі, чавунні й стальні).
Електроустаткування — це тягова апаратура, яка служить для підведення живлення до двигунів (струмознімачі, вимикачі, контролери, роз'єднувачі і пускові опори). Вона дозволяє вмикати й вимикати тягові машини, а також регулювати швидкість руху.
Струмознімачі бувають дугові, пантографні (на поверхні), штангові та спеціальні. Найбільше поширення набули перші два типи. Зокрема, пантографні струмознімачі забезпечують надійне з'єднання з контактним дротом, не потребують перестановки при зміні напряму руху, зручні для дистанційного керування локомотивом.
Автоматичні вимикачі захищають силове електричне коло від перевантажень і коротких замикань. Включення і виключення тягових двигунів, а також зміна режимів руху, зокрема реверсування, проводять за допомогою контролера, який складається зі сталевого корпусу, кулачкових елементів, головного і реверсивного барабанів. Останні мають механічне блокування, що дозволяє проводити реверсування лише при нульовому розташуванні головного держака контролера. При обертанні головного барабана в певній послідовності замикаються і розмикаються контакти, чим досягається необхідне з'єднання електричних ліній.
Пускогальмові опори обмежують струм тягових електродвигунів при запуску і використовуються також для розсіювання енергії при динамічному гальмуванні.

## Особливості
Двигуни контактних електровозів живляться постійним струмом (напругою 250—550 В) від мідного дроту спеціального профілю, який підвішується вздовж відкотної виробки і закріплюється лінійною арматурою.
Основний тип установок для живлення контактної сітки — автоматизовані шахтні тягові підстанції АТП-500/275 на напівпровідникових кремнійових випрямлячах, які перетворюють трифазний змінний струм частотою 50 Гц в постійний.
Джерелом енергії акумуляторних електротягів є лужні залізонікелеві елементи типу ТЖНШ. Батареї із них міцні, мають значний строк служби і можуть зберігатися в розрядженому або напіврозрядженому стані. Позначаються вони, наприклад, так: 96ТЖНШ-350 (96 тягових залізонікелевих елементів місткістю 350 А-г).
Акумулятори розташовані в батарейному ящику. Виготовлений зі сталевих листів і покритий всередині електроізоляційним матеріалом, він захищає елементи від механічних пошкоджень і бруду. Згори ящик закривається сталевою кришкою, де розташовані щільові пакети, призначені для розвантаження цієї місткості від внутрішнього тиску, який може виникнути тут при вибухові газу, а також для допоміжної вентиляції з метою виведення киснево-водневої суміші, що виникає при роботі батареї.
Окислення водню, який виділяється із акумуляторів, здійснюється спеціальними каталізаторами. Заряджають батареї напівпровідниковими пристроями ЗУК-75/120 і ЗУК-155/230М з кремнієвими вентилями.
Заряджувальні камери, обладнані столами в один ряд, розташовують в спеціальних місцях з відокремленим провітрюванням або на розширенні відкотних виробок. Батареї переставляють кран-балками. Для заливання в акумулятори води використовують напірний бачок і перекачувальна помпа. Поряд з камерою розташована підстанція зі заряджувальними пристроями.

## Спеціальні електровози
- Високочастотний електровоз, який використовують у виробках вибухонебезпечних шахт. Складається із двох основних частин: верхньої — приймально-силової, апаратура якої закріплена в опорно-рамній конструкції, і нижньої — ходової, що включає раму, привід, гідравлічну гальмову і пісочну системи, контролер і реверсор.

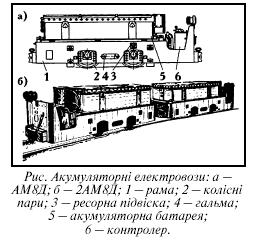
Акумуляторний електровоз

Принцип дії такого електровоза заснований на передачі енергії від тягової мережі до локомотива без електричного контакту (електромагнітною індукцією). Генератор підстанції живить цю мережу (два кабелі на гнучких підвісках) стабільним, що не залежить від навантаження, струмом високої частоти (5 кГц).
Енергоприймач електровоза складається із феромагнітного сердечника і кількох витків високочастотного кабелю. Таким чином, тягова мережа і енергоприймач утворюють трансформатор, роль первинної обмотки якого виконує мережа, а вторинної — електроприймач. Наведена в останньому ЕРС високої частоти випрямляється кремнієвими випрямлячами. Керування двигунами — безреостатне, безступінчате.
- Інерційний локомотив (гіровоз) призначений для транспортування составів вагонеток рейковими коліями горизонтальних виробок шахт, небезпечних щодо газу або пилу.
- Електровози підземного транспорту

## Акумуляторні електровози

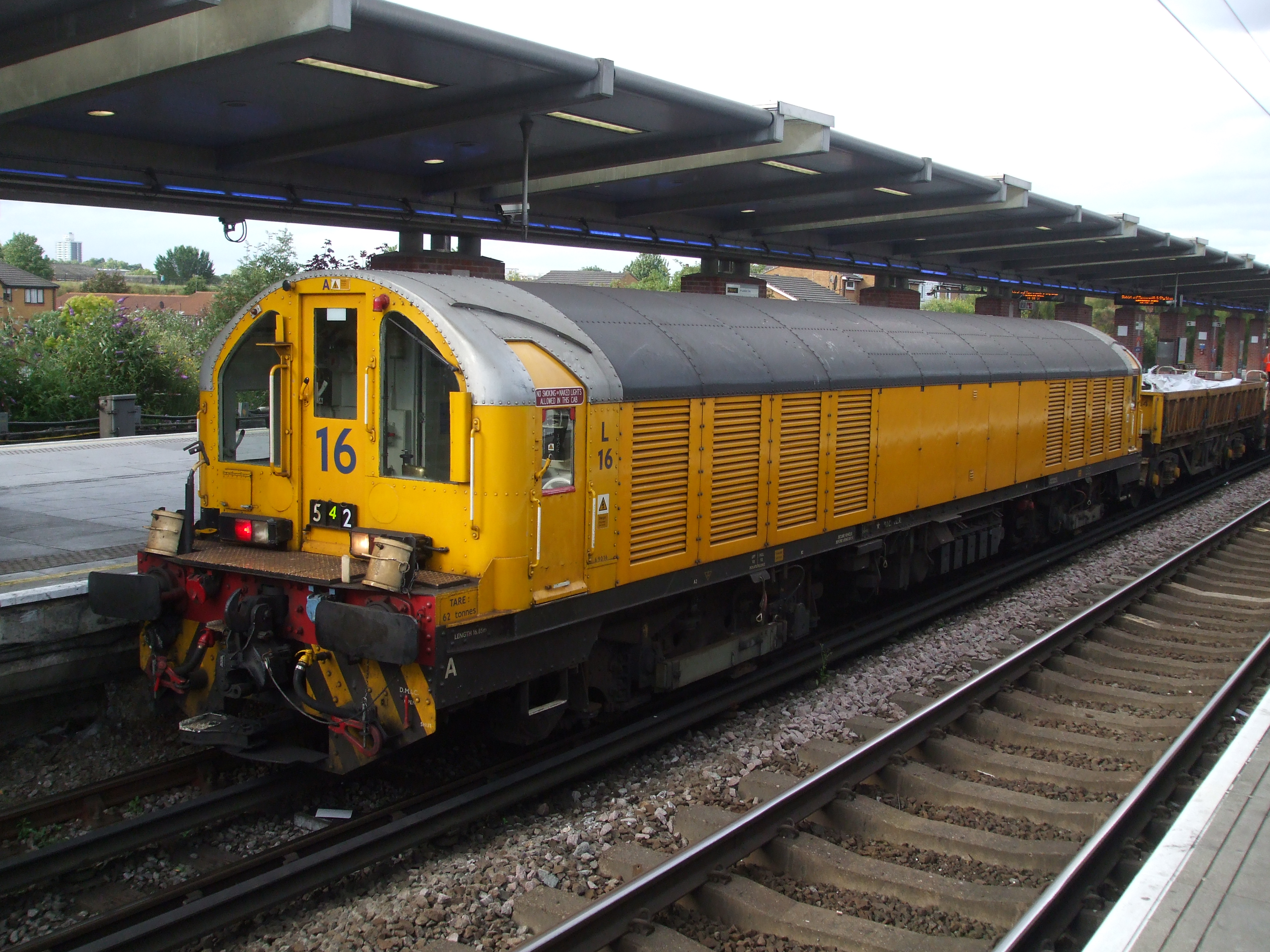
Батарейний електровоз на станції «West Ham station» Лондонського метрополітену

Акумуляторний електровоз — локомотив, що містить акумуляторні батареї для живлення тягових двигунів. Контактно-акумуляторні електротяги на додачу до батарей можуть також отримувати живлення від контактної мережі (енергія може йти безпосередньо на двигуни, заряджати акумулятори, або і те, й інше).
Акумуляторні локомотиви застосовуються у випадках, коли використання звичайних локомотивів (дизельних чи електричних) не є можливим, наприклад через задимленість при роботі у закритих просторах, електричні іскри при роботі від контактної мережі при загрозі вибуху, або виникнення «мандрівних струмів».
Перший електричний локомотив, збудований у 1837 році хіміком і винахідником з Абердіна Робертом Девідсоном, був батарейним (живився від батареї гальванічних елементів. Іншим раннім прикладом були електровози на шахті у Кеннекотті (Аляска), де у 1917 р. було розширено підземні тунелі шахтної залізниці спеціально для уможливлення руху акумуляторних електровозів. У 1928 році компанія «Kennecott Copper» замовила чотири контактно-акумуляторних локомотиви серії 700, що важили 85 американських тонн (76 англійських тонн; 77 т) і живилися від контактної мережі напругою  750 В. Акумулятори, використані у цих електротягах, були нікель-залізними, і локомотиви експлуатувалися лише декілька років (незадовго перед списанням акумулятори замінили на свинцево-кислотні). Три з чотирьох цих локомотивів є можливість побачити у музеях  штатів Айова і Каліфорнія.
У Торонто асоціація громадського транспорту «Toronto Transit Commission» раніше використовувала акумуляторний локомотив, збудований компанією «Nippon-Sharyo» 1968 року, який виведений з експлуатації у 2009 році.
Для службової роботи контактно-акумуляторні локомотиви використовуються і у Лондонському метрополітені.

## Регулювання швидкості електровозів постійного струму
На електровозах постійного струму (ВЛ23, ВЛ8, ВЛ10, ВЛ11 тощо) для плавного рушання з місця послідовно з тяговими двигунами підключається опір, який обмежує силу струму і напругу, що подається на тягові електродвигуни. При рушанні з місця усі тягові електродвигуни з'єднані між собою послідовно. При наборі швидкості електрорухома сила у двигунах збільшується і сила струму падає. Тому для збільшення швидкості опір поступово виводиться (закорочується). Рух електровоза із введеним послідовно двигунам опором обмежений за часом, тому що при проходженні струму через резистори вони нагріваються. Положення контролера, при яких електровоз рухається із введеним опором, називається неходовим (відповідно положення, при яких весь опір виведений — ходові). Коли весь опір виведений, для подальшого набору швидкості електротяга виконується перемикання з'єднання тягових двигунів. Є три види з'єднання тягових двигунів:
- С — послідовне;
- СП — послідовно-паралельне;
- П — паралельне;

Відповідно, зі з'єднання С переходять на з'єднання СП, а зі з'єднання СП на з'єднання П.
- При з'єднанні С усі тягові двигуни обох секцій (для електровозів ВЛ8, ВЛ10, ВЛ11) з'єднанні між собою послідовно (через секції з'єднання відбувається через високовольтне міжкузовне з'єднання). При режимі «СП» послідовно з'єднані двигуни кожної секції окремо (чотири двигуни), а відносно одна одної кожна секція паралельно з'єднана — тобто два паралельно з'єднані ланцюги по чотири тягові двигуни. При режимі П у кожній секції окремо під'єднано по два тягові двигуни послідовно, але ці два ланцюги підключені паралельно — відносно всього електротяга утворюється чотири ланцюги, з'єднані між собою паралельно по два послідовно з'єднаних двигуна у кожному.

На ходових положеннях контролера при будь-якому з'єднанні можна збільшити швидкість електровоза шунтуванням обмотки збудження тягового двигуна (паралельно обмотці збудження підключається опір, і частина струму проходить ним).
Для захисту силового ланцюга від короткого замикання при великих струмах на електровозах стоїть швидкодійний вимикач (наприклад, БВП-5), невеликих струмів (відносно) диференційні реле, які діють на відключення швидкодійного вимикача. Для захисту тягових двигунів від перевантаження застосовано реле перевантаження, яке вимикає швидкодійний вимикач при збільшенні струмів на тягових двигунах більше встановленої норми.